# Erling Ree-Pedersen
Erling Ree-Pedersen (Stavanger, 6 de abril de 1922 – 5 de agosto de 2016) foi um funcionário público norueguês.
Ele nasceu em Stavanger, mas se mudou para Moss durante a Segunda Guerra Mundial. Ele se envolveu no jornal ilegal Norges demring e se juntou ao Milorg. Em 1999, ele co-editou o livro Motstandskamp og dagligliv i Mossedistriktet under krigen, a história local da Segunda Guerra Mundial.
Depois de 1945, Ree-Pedersen trabalhou como subeditor em Moss Avis e na iniciativa privada, entre outras coisas. De 1976 a 1982, ele atuou como diretor da Administração Tributária Norwegian (Director Tax). Ele também era um membro do conselho da Autoridade de Protecção de Dados da Noruega.